# Chlamydomyces
Chlamydomyces — рід грибів. Назва вперше опублікована 1907 року.

## Класифікація
До роду Chlamydomyces відносять 4 види:
- Chlamydomyces diffusus
- Chlamydomyces fafneri
- Chlamydomyces palmarum
- Chlamydomyces sympodialis